# Aire métropolitaine de Baltimore-Washington

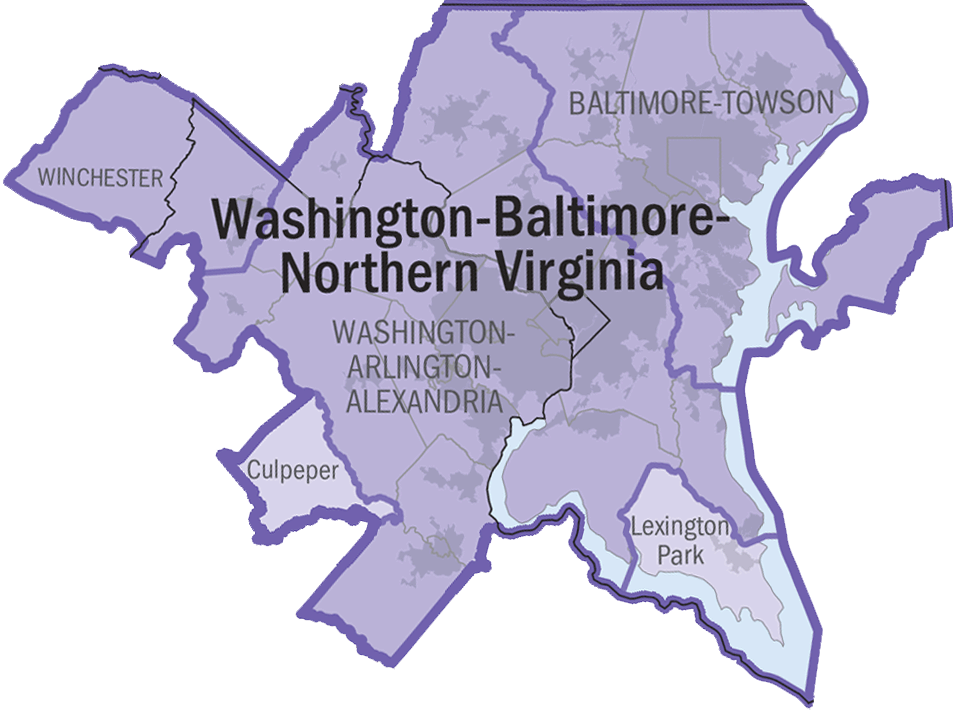
Zone statistique de la zone métropolitaine Washington-Baltimore-Nord Virginie (Recensement 2000).

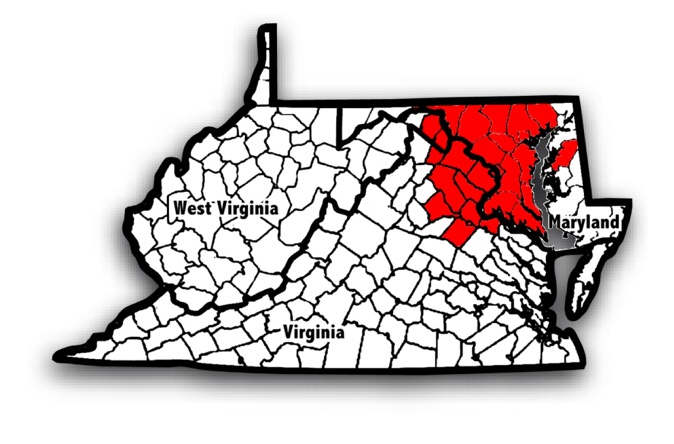
Carte générale des comtés faisant partie de la zone statistique (Basée sur recensement de 1990).

L'aire métropolitaine de Baltimore-Washington est une zone statistique combinée (CSA en anglais) représentant la zone d’influence des villes de Baltimore et de Washington. Cette région s’étend sur le nord de la Virginie, sur le centre du Maryland et sur deux comtés à l’est de la Virginie-Occidentale. La zone est principalement composée de la zone métropolitaine de Baltimore-Towson et de la zone métropolitaine de Washington-Arlington-Towson. Les trois autres zones plus petites sont la zone métropolitaine de Winchester, de Lexington Park et de Culpeper.
La population de la zone statistique était estimée à 10 069 592 habitants en 2023.
La ville la plus peuplée de l'aire métropolitaine est Washington, avec une population de 678 972 habitants ; suivie par Baltimore qui compte 565 239 habitants. Le comté le plus peuplé de l'aire métropolitaine est le comté de Fairfax, en Virginie, avec une population de 1 141 878 habitants.

## Composition de l'aire métropolitaine
- Washington-Arlington-Alexandria, DC-VA-MD-WV MSA : (6 304 975 habitants[1])
  - Arlington–Alexandria–Reston, VA–WV Metropolitan Division : (3 154 735 habitants[1])
    - Comté d'Arlington
    - Comté de Clarke (Virginie)
    - Comté de Culpeper
    - Comté de Fairfax
    - Comté de Fauquier
    - Comté de Loudoun (Virginie)
    - Comté de Prince William
    - Comté de Rappahannock
    - Comté de Spotsylvania
    - Comté de Stafford (Virginie)
    - Comté de Warren (Virginie)
    - Alexandria (Virginie)
    - Fairfax (Virginie)
    - Falls Church
    - Fredericksburg (Virginie)
    - Manassas (Virginie)
    - Manassas Park
    - Comté de Jefferson (Virginie-Occidentale)

  - Frederick–Gaithersburg–Bethesda, MD Metropolitan Division : (1 351 865 habitants[1])
    - Comté de Frederick (Maryland)
    - Comté de Montgomery (Maryland)

  - Washington, DC-MD Metropolitan Division : (1 798 375 habitants[1])
    - Washington, D.C.
    - Comté de Charles (Maryland)
    - Comté de Prince George

- Baltimore-Columbia-Towson, MD MSA : (2 834 316 habitants[1])
  - Baltimore
  - Comté d'Anne Arundel (Maryland)
  - Comté de Baltimore
  - Comté de Carroll (Maryland)
  - Comté de Harford
  - Comté de Howard (Maryland)
  - Comté de Queen Anne
- Hagerstown-Martinsburg, MD–WV MSA : (305 902 habitants[1])
  - Comté de Washington (Maryland)
  - Comté de Berkeley (Virginie-Occidentale)
  - Comté de Morgan (Virginie-Occidentale)

- Chambersburg, PA MSA : (157 854 habitants[1])
  - Comté de Franklin (Pennsylvanie)

- Winchester, VA-WV MSA : (147 260 habitants[1])
  - Comté de Frederick (Virginie)
  - Winchester (Virginie)
  - Comté de Hampshire (Virginie-Occidentale)

- Lexington Park, MD Micropolitan Area : (210 009 habitants[1])
  - Comté de Calvet
  - Comté de Saint Mary

- Easton, MD Micropolitan Area : (37 823 habitants[1])
  - Comté de Talbot (Maryland)
- Lake of the Woods, VA Micropolitan Area : (38 574 habitants[1])
  - Comté d'Orange (Virginie)
- Cambridge, MD Micropolitan Area : (32 879 habitants[1])
  - Comté de Dorchester (Maryland)